# Peonija
Peonija (grško: Παιονία [Paionía]), antična država, v kateri so bili naseljeni večinoma Peonci (antično grško: Παίονες [Paíones]).
Natančne meje prvotne Peonije, prebivalci in njena zgodnja zgodovina so zelo nejasni, verjetno pa je ležala nekje na področju Trakije.  V klasičnem grškem obdobju je verjetno obsegala celotno dolino Vardarja in njeno širšo okolico, se pravi večino sedanje Republike Makedonije, ozek severni pas grške regije Makedonije in majhen del jugozahodne Bolgarije. Na jugu je mejila na antično Makedonijo, ki se je približno ujemala s sedanjo grško regijo Makedonijo, na severozahodu pa na Dardanijo, ki se je približno ujemala s sedanjim Kosovom. Vzhodno od nje so prebivali Tračani in na zahodu Iliri. Od Dardanije jo je ločevala gorska veriga, skozi katero je od Skupskega polja do Bilazore tekla reka Aksios (Vardar).

## Plemena
Med peonska plemena so spadali 
- Agrijani, tudi Agrijanci in Agri[2]
- Almopijani, tudi Almopioji,[3]
- Leeani, tudi Leeji in Laiaji[2]
- Deroni[4]
- Odomanti[5]
- Peopli[6]
- Doberi[7]
- Siropeonci[6]

## Poreklo
Nekateri sodobni zgodovinarji domnevajo, da so bili Peonci tračanskega ali mešanega tračansko-ilirskega porekla in so se kasneje helenizirali. Peonski jezik je bil verjetno soroden z jeziki sosednjih Ilirov in Tračanov ali celo mešanica omenjenih jezikov. Več vzhodnih peonskih plemen, vključno z Agrijani, je nedvomno spadalo v tračansko interesno sfero. Ljudsko izročilo (Herodot) pravi, da so bili Peonci potomci Tevkrijevih kolonistov iz Troje. Homer pripoveduje, da so se Peonci bojevali na trojanski strani, ne omenja pa tega, ali so bili z njimi v sorodu. Homer na začetku Iliade omenja tudi njihovega vodjo Pirehmesa, kasneje (21. knjiga) pa kot vodjo omenja Pelagonovega sina Asteropeja.
Pred vladanjem Dareja Histaspa so prodrli daleč na vzhod vse do Perinta v Trakiji na obali Proponta. V nekem obdobju sta bili pod njihovo oblastjo tudi cela Krestonija in Migdonija severno od Halkidike. Za Kserksesa I. pravijo, da je med prodiranjem proti Termi, sedanjemu Solunu,  med prečenjem Halkidike korakal po peonskem ozemlju. Peonci so zasedli celo dolino Vardarja do Stobija, doline vzhodno od njega do Strimona in ozemlje okoli Astiba, sedanjega Štipa, in reke z enakim imenom. K Peoniji je spadala tudi pokrajina Imatija v sedanji grški Makedoniji, s Peonci pa sta bili naseljeni tudi pokrajini Pierija in Pelagonija. Zaradi rasti makedonske moči in pritiska sosednjih Tračanov se je peonsko ozemlje kasneje znatno skrčilo na severno Makedonijo od Ilirije do Strume.

## Peonsko kraljestvo
V zgodnjem obdobju je bilo glavno mesto Peonije in sedež njihovih kraljev mesto Bilazora, sedanji Veles v Republiki Makedoniji. Sedež so kasneje prenesli v Stobi ob izlivu Crne reke v Vardar. Peonska kneževina je v nekem obdobju prerasla v kraljestvo z jedrom ob srednjem in zgornjem toku Vardarja in Strume. Ozemlje ustreza  sedanji severni Makedoniji in zahodni Bolgariji.
Peonci so se pridružili napadu Ilirov na severno Makedonijo. Iliri, ki so bili poznani pirati, so bili zaradi blokade Makedonije odrezani od nekaterih pomembnih trgovskih poti. Z napadom na severno Makedonijo so nameravali prebiti blokado, vendar jim poskus zasedbe regije ni uspel. Južna peonska plemena so v Makedonijo vdrla leta 360-359 pr. n.  št..
Položaj makedonske kraljeve dinastije, ki je po smrti Perdika III. postal negotov, se je po prihodu Filipa II. na makedonski prestol ponovno okrepil. Filip je reformiraj armado, uvedel makedonsko falango in zaustavil napad Ilirov in Peoncev. Leta 358 pr. n. št. je prodrl globoko v peonsko ozemlje. Peonsko kraljestvo, v katerem je takrat vladal kralj Agis, se je skrčilo in dobilo polsamostojen podrejen položaj, ki je vodil v postopno helenizacijo. Med vladanjem Filipa II. so Peonci začeli kovati denar s podobami grških legendarnih junakov, podoben makedonskemu. Proces je združil tudi grška ljudstva in plemena, ki niso pripadala kateri drugi grški državi v regiji.
Kontingent peonskih vojakov se je pridružil Aleksandrovi Veliki armadi.
Med perzijskim napadom na Grčijo so Peonci ob južni Strumi izgubili svoje ozemlje, medtem ko so tisti ob severni Strumi obdržali svojo ozemeljsko celovitost.

### Dinastične poroke
Hčerka peonskega kralja Avdoleona je bila poročena z epirskim kraljem Pirom, Aleksander Veliki pa je želel svojo ovdovelo polsestro Kinano poročiti z lojalnim agrianskim kraljem Longarjem, ki je še pred poroko zbolel in umrl. Aleksandrova mati Olimpija je bila molosijska princesa iz Epirja.

## Kultura
Peonce je sestavljalo več neodvisnih plemen, ki so se kasneje združila pod enim kraljem. O njihovih običajih je zelo malo znanega. Gojili so kult Dioniza, ki so ga imenovali Dial ali Drial. Herodot omenja, da so tračanske in peonske ženske darovale boginji Artemidi, ki je bila istovetna s tračansko boginjo lune in lova Bendis. Častili so sonce v podobi majhnega okroglega diska, pritrjenega na vrh droga. Odlomek iz Ateneja kaže na sorodnost njihovega jezika z misijskim jezikom iz zahodne Anatolije. Poznali so ječmenovo pivo in razne zelščne zvarke. Njihova dežela je bila bogata z zlatom in bituminoznim lesom ali kamnino, ki se je v stiku z vodo vžgala. Imenovali so jo tanrivok ali carivos.
Skromni ostanki peonskega jezika ne dopuščajo trdih sklepov o njegovem poreklu. Wilhelm Tomaschek in Paul Kretschmer trdita, da je spadal med ilirske jezike, Dimitar Dečev pa trdi, da je bil podoben tračanskemu. Peonski kralji so od časa Filipa II. kovali denar, na katerem so bila njihova imena napisana v grščini. Vsa imena peonskih kraljev, ki so se ohranila, so nedvomno povezana z grškimi imeni (Agis, Ariston, Avdoleon, Likej itd.), kar naj bi, po Irwinu L. Merkerju, vneslo dvom v teorije o njihovi povezavi z Iliri in Tračani.
Peonske ženske so slovele po marljivosti. S tem v zvezi Herodot pripoveduje zgodbo, da je Darej, ko je peljal napajat svojega konja, zagledal lepo Peonko Sardis, ki je na glavi nosila lončen vrč in istočasno predla. Pozanimal se je, kdo je. Ko je izvedel, da je Peonka, je svojemu poveljniku Trakije Megabazu ukazal, naj dve peonski plemeni brez odlašanja preseli v Azijo.
Napis na podstavku spomenika, ki so ga leta 1877 odkrili v Olimpiji, pravi, da so ga postavili Peonci v čast svojemu kralju in ustanovitelju Dropionu. Drug kralj, katerega ime se bere kot Lipej in je napisano na fragmentu, ki so ga našli v Atenah in se navezuje na pogodbo o zavezništvu, je nedvomno istoveten z Likejem ali  Likpejem na peonskih kovancih.

## Propad
Leta 280 pr. n. št. so galski napadalci pod Brenovim poveljstvom opustošili Peonijo, na katero so že pred tem močno pritiskali Dardanci. Peonci zato niso imeli druge izbire, kot da se  pridružijo Makedoncem. Združeni Peonci in Makedonci so bili kljub temu poraženi.
Peonija se je zatem ponovno okrepila, potem pa jo je makedonski kralj Filip V. (vladal 220-179 pr. n. št.) leta 217 pr. n. št. združil in priključil svojemu cesarstvu. Približno sedemdeset let kasneje, leta 168 pr. n. št., so Makedonijo premagale rimske legije. Peonija okoli Vardarja je postala drugo in tretje okrožje novoustanovljene rimske province Makedonije. Med vladanjem cesarja Dioklecijana (vladal 284-305) sta Peonija in Pelagonija tvorili provinco Macedonia Secunda ali Macedonia Salutaris, ki je spadala v pretorijansko prefekturo Ilirik. Po letu 400 so Peonci izgubili svojo identiteto in ime Peonija je postalo zgolj geografski pojem.